# NS Savannah
Le NS Savannah, navire américain qui doit son nom au SS Savannah, premier « vapeur » à traverser l'océan Atlantique, est le second navire civil de transport de cargo et de passagers à utiliser l'énergie nucléaire après le Lénine, un navire soviétique lancé en 1957 (et mis en service en 1959).

## Origine
En 1955, le président des États-Unis Eisenhower proposa la construction d'un navire marchand à propulsion nucléaire navale dans le cadre du programme Atoms for Peace. L'année suivante, le Congrès autorisa le NS Savannah, projet conjoint du Département du Commerce, de la Maritime Administration, et de la Commission de l'énergie atomique des États-Unis. La conception fut assurée par un cabinet d'architecture navale de New York, Georges Sharp, Incorporated. Le navire fut construit au chantier naval de New York Shipbuilding Corporation de Camden, tandis que le réacteur nucléaire était fourni par Babcock and Wilcox. Le lancement eut lieu le 23 mars 1962.

## Faisabilité économique

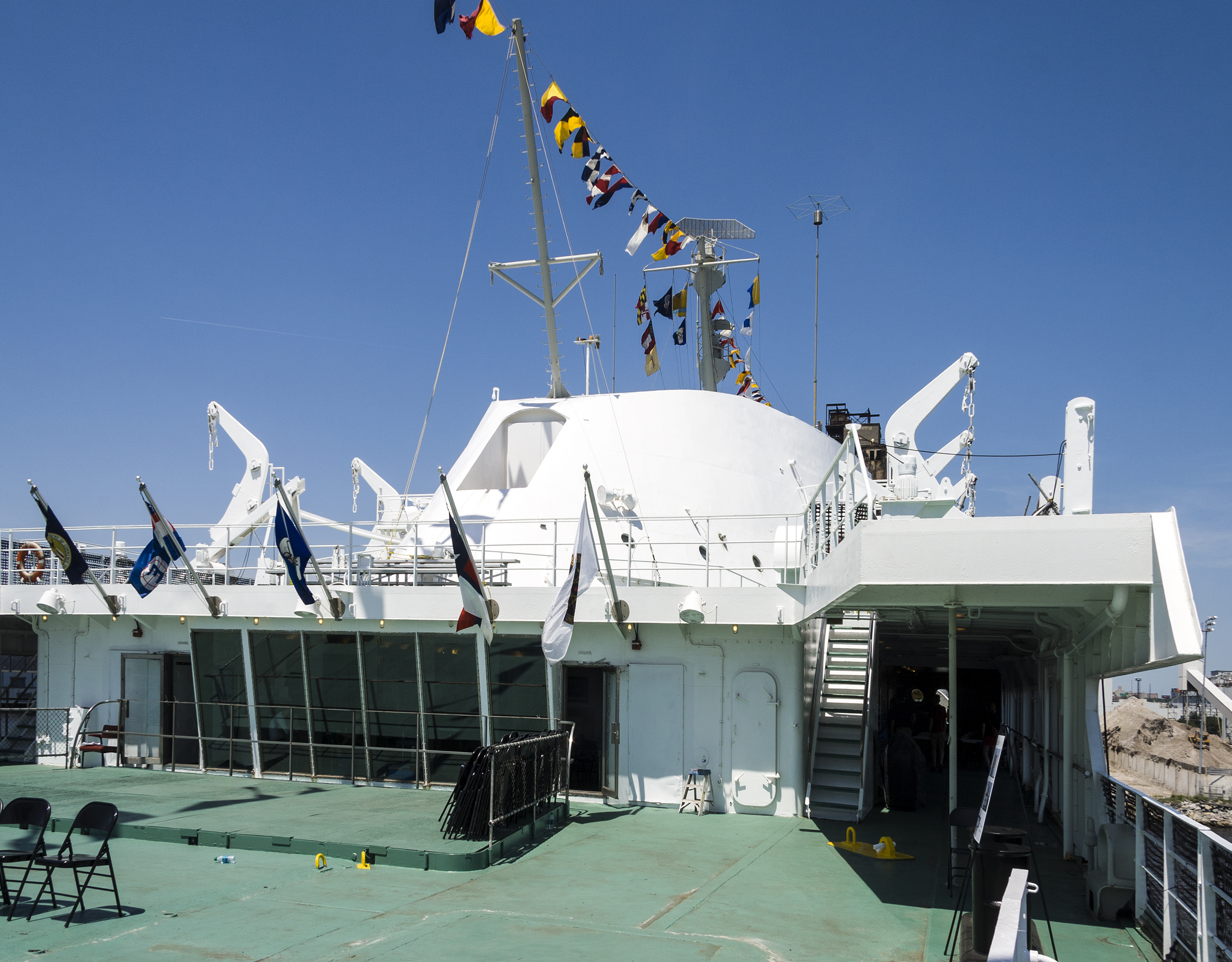
Le pont véranda du Savannah

Le Savannah était une démonstration de la faisabilité technique de la propulsion nucléaire pour les navires marchands et n'était pas supposé être commercialement compétitif. Son design se voulait visuellement impressionnant, ressemblant plus à un yacht de luxe qu'au cargo qu'il était. Le navire possédait trente quartiers d'équipage avec salle de bains individuelle, un réfectoire pour 100 passagers, un salon convertible en cinéma, une véranda, une piscine et une bibliothèque. Par de nombreux aspects, le navire fut un succès. Son comportement à la mer ne posa pas de problème, son bilan en matière de sécurité était excellent, son autonomie était bien sûr imbattable, et la peinture blanche ne fut jamais entachée de fumée.
Même le matériel de manutention des charges cargo était dessiné dans un sens esthétique. De 1965 à 1971, l'administration maritime louait le Savannah à une compagnie maritime, Isbrandtsen, qui l'utilisa en service cargo régulier.
Cependant, la capacité cargo du Savannah était limitée à 8 500 tonnes de fret dans un volume de 18 000 mètres cubes. Beaucoup de ses concurrents avaient une capacité plusieurs fois supérieure. La ligne fine de la coque rendait le chargement des soutes avant laborieux, ce qui devint un désavantage important une fois que le chargement dans les ports fut automatisé. L'équipage, plus nombreux d'un tiers que dans les navires à propulsion conventionnelle équivalents, recevait une formation spéciale en supplément de la formation de marine normale. 
Son budget opérationnel incluait le fonctionnement d'une organisation à terre pour négocier ses passages dans les ports et un dispositif spécialisé dans un chantier naval pour procéder aux réparations éventuelles.

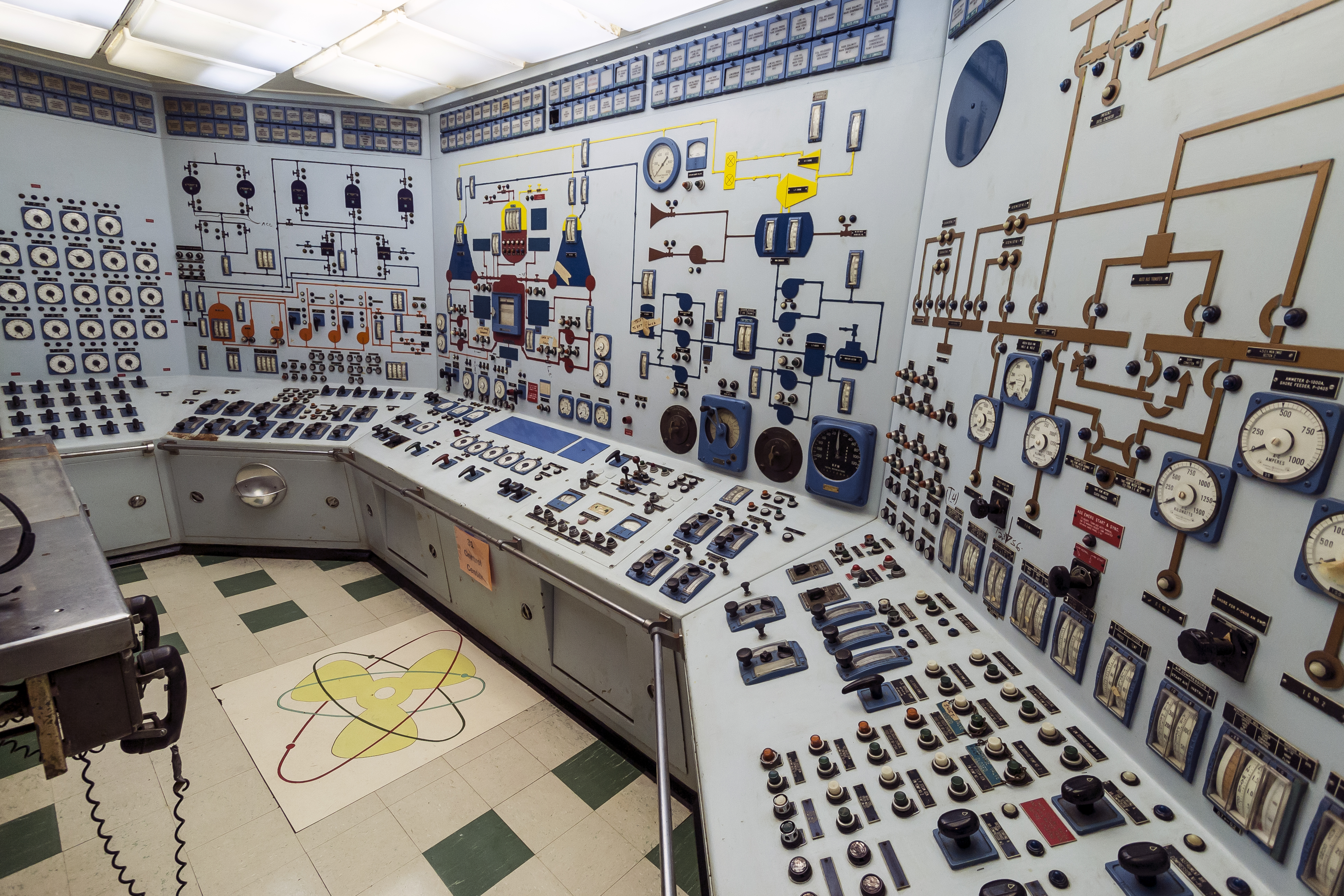
Salle de contrôle

Aucun navire souffrant de tels handicaps ne pouvait espérer un succès commercial. L'espace réservé aux passagers était gaspillé alors que la capacité en cargo était insuffisante. En conséquence, le Savannah coûtait environ 2 millions de dollars de plus par an à utiliser qu'un navire de classe Mariner — un type de cargo alors courant —, de taille proche, et utilisant une propulsion à chaudières au fioul lourd classique. L'administration maritime le retira du service en 1972 par mesure d'économie, alors que le fioul coûtait 20 dollars par tonne. Cependant, deux ans après, à la suite du premier choc pétrolier, ce prix avait quadruplé et le Savannah aurait alors eu un prix opérationnel semblable à celui d'un navire conventionnel — même si la prise en compte de la maintenance périodique et du démantèlement final pouvait à nouveau faire pencher la balance en sa défaveur —. 
Pendant une courte période des années 1970, après le retrait de service du Savannah, il fut entreposé à Galveston au Texas, et fut un élément du paysage pour de nombreux automobilistes empruntant la Texas Highway 87, lorsqu'ils traversaient le port à l'aide du bac.

## Un musée naval
En 1981, le Savannah fut obtenu par affrètement coque-nue pour être exposé au Patriot's Point Naval & Maritime Museum près de Mount Pleasant en Caroline du Sud. Bien que le musée disposât du navire, sa propriété resta aux mains de la Maritime Administration, et l'agence responsable du musée fut déclarée « coopérateur » du réacteur nucléaire du navire. Des inspections radiologiques périodiques furent organisées pour garantir la sécurité du navire. Une fois que le Savannah fut ouvert aux visiteurs, ceux-ci purent parcourir les soutes du navire, regarder l'espace du réacteur par une fenêtre d'observation, observer les quartiers et les espaces réservés aux passagers, et explorer les différents ponts. 
En 1983, l'American Society of Mechanical Engineers classe le bateau comme International Historic Mechanical Engineering Landmark (en). Puis en juillet 1991, le Savannah est inscrit comme National Historic Landmark (monument historique américain).

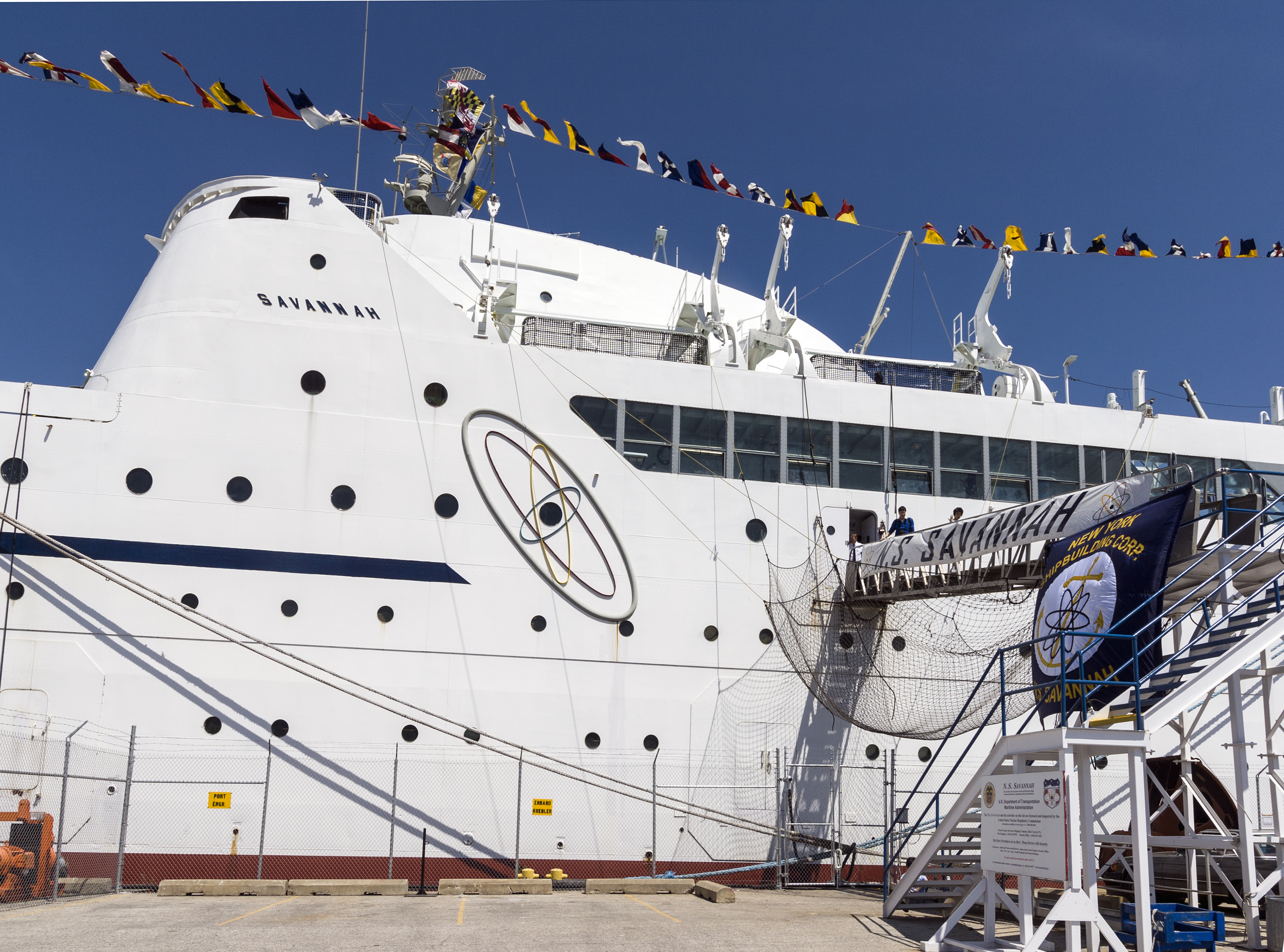
Le Savannah, navire-musée à Baltimore

Le musée espérait réhabiliter les parties publiques du navire pour les visiteurs, mais ce plan ne s'est jamais réalisé. Le Savannah n'a jamais attiré autant de visiteurs que d'autres navires de ce musée, notamment le porte-avions USS Yorktown (CV-10). Lorsqu'en 1993, une inspection de routine de la MARAD indiqua qu'il était nécessaire de mettre le navire en cale sèche, l'administration maritime et le musée s'entendirent pour terminer l'affretage du navire en 1994. Le navire a été retiré du musée et mis en cale sèche à Baltimore en 1994 pour réparations, puis déplacé au chantier naval Newport News Shipbuilding, où il vint grossir les rangs de navires civils de la National Defense Reserve Fleet. Le combustible nucléaire fut retiré, mais certaines pièces radioactives sont encore à bord.
L'administration maritime a financé le démantèlement des systèmes nucléaires du navire. Des travaux furent entrepris sur le Savannah au chantier Colonna de Norfolk à partir du 15 août 2006. Ces travaux, d'un coût proche d'un million de dollars, concernaient des réparations de la structure extérieure et des feux de navigation, le démontage des grues et câbleries de pont, le rééquipement des espaces intérieurs abîmés par l'eau, le nettoyage des moisissures, et de la peinture intérieure. Le 30 janvier 2007, il fut remorqué jusqu'à un embarcadère appartenant à la ville de Newport News. Une mise en cale sèche, visant notamment à refaire les peintures extérieures, viendra ensuite, suivi par un retrait des composants nucléaires du navire.
Le 8 mai 2008, le Savannah arriva à Baltimore, en remorque depuis Norfolk, pour le retrait des matériels nucléaires restants. Il est prévu que le Savannah reste jusqu'à 3 ans à Baltimore pour un contrat de 588 380 dollars passé par l'U.S. Maritime Administration auprès du chantier naval Vane's Brothers' au terminal maritime de Canton à Baltimore.
De fait de l'importance historique de ce navire, la MARAD a proposé de l'offrir pour conservation une fois que les travaux de décontamination des parties nucléaires seront terminés.

## Caractéristiques générales
- Déplacement : 20 000 tonnes
- Longueur : 180 m au total
- Bau : 23,8 m
- Équipage : 124 (+ 60 passagers)

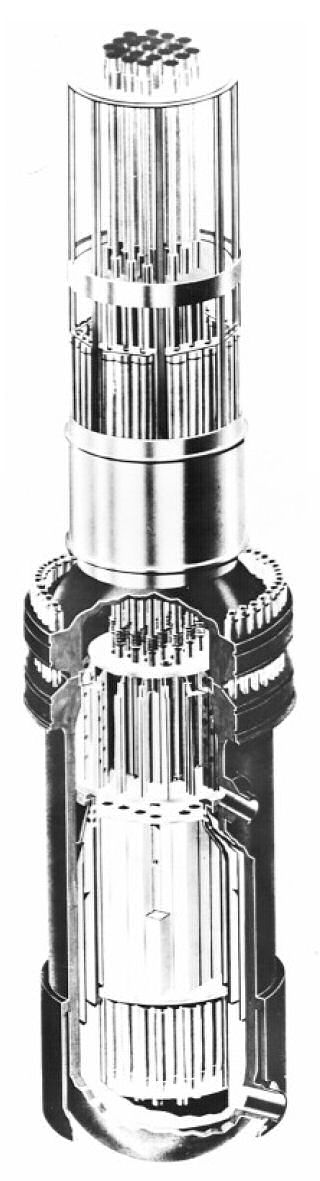
Le réacteur à eau pressurisée du NS Savannah

- Vitesse de croisière : 21 nœuds (40 km/h)
- Vitesse maximale : 24 nœuds (47 km/h)
- Puissance : 74 MW, soit 20 300 hp
- Une seule hélice
- Capacité d'emport de marchandise : 12 700 tonnes
- Compartiments étanches : 14
- Espaces de chargement : 6
- Constructeur des réacteurs : Babcock & Wilcox
- Constructeur : New York Shipbuilding, Camden New Jersey
- Coût : 46 900 000$ (18 600 000$ pour le bateau et 28 300 000$ pour les réacteurs nucléaires)
- Autonomie : 300 000 milles nautiques à 20 nœuds (37 km/h) sur un seul chargement de 32 éléments de combustible nucléaire